# Zimówki
Zimówki (ukr. Зимівки) – wieś na Ukrainie w rejonie drohobyckim (do 2020 roku w rejonie skolskim) obwodu lwowskiego. Dawniej część wsi Orów.

## Nazwa
Miejscowi interpretują pochodzenie nazwy od tego, że znajduje się wysoko w górach na północnym zboczu gór.